# ATE Ia
Die ATE Ia waren Personenzug-Schlepptenderlokomotiven der k.k. priv. Aussig-Teplitzer Eisenbahn (ATE).

## Geschichte
Für den Betrieb auf ihrer neuerbauten ersten Strecke von Aussig nach Teplitz bestellte die ATE für den  Personenzugdienst zweifachgekuppelte Lokomotiven bei Borsig in Berlin. Neben den Bahnnummern 1-4 erhielten die Lokomotiven die Namen TÜRMITZ (später KOMOTAU), KARBITZ, SCHÖNFELD und MARIASCHEIN.
Im Jahre 1870 explodierte der Kessel der Nr. 4 MARIASCHEIN und im Jahr 1879 erlitt die Nr. 2 KARBITZ einen Rahmenschaden, sodass die beiden Lokomotiven verschrottet werden mussten.
Die beiden noch vorhandenen Maschinen gelangten nach der Verstaatlichung der ATE (1924) noch zur Tschechoslowakischen Staatsbahn ČSD und erhielten die neue Reihenbezeichnung 220.1. Erst im Jahre 1933 wurden die beiden Lokomotiven ausgemustert. Sie waren damals die ältesten Lokomotiven im Betriebsbestand der ČSD.